# Hypolepis glandulosopilosa
Hypolepis glandulosopilosa là một loài thực vật có mạch trong họ Dennstaedtiaceae. Loài này được H. G. Zhou & H. Li miêu tả khoa học đầu tiên năm 1991.